# آلان ماكورماك
آلان ماكورماك (بالإنجليزية: Alan McCormack)‏ (10 يناير 1984 بدبلن في جمهورية أيرلندا - ) هو لاعب كرة قدم أيرلندي في مركز الوسط. شارك مع منتخب جمهورية أيرلندا تحت 20 سنة لكرة القدم. أما مع النوادي، فقد لعب مع بريستون نورث إيند وتشارلتون أثلتيك وسويندون تاون ونادي برينتفورد ونادي ماذرويل ونادي ليتون أورينت ونادي ساوثيند يونايتد.

## وصلات خارجية
- آلان ماكورماك على موقع قاعدة بيانات كرة القدم.إي يو (الإنجليزية)
- آلان ماكورماك على موقع Soccerbase.com (لاعب) (الإنجليزية)